# Pièce de résistance
Als pièce de résistance (/pjɛs də re zi stɑ̃s/, französisch, eigentlich „Stück, das Widerstand leistet“, im Sinne von feste, schwere Speise) wird in der klassischen Menüfolge das Hauptgericht bezeichnet, üblicherweise ein Stück Fleisch wie Braten oder auch Geflügel. Eine andere Bezeichnung ist grosse pièce.
Im übertragenen Sinne wird pièce de résistance auch im Sinne von „Kern, Herzstück, Hauptsache“ oder für eine herausragende Leistung (vergleichbar dem „Meisterstück“ oder „Aushängeschild“) gebraucht; daneben verzeichnet Meyers Großes Konversations-Lexikon von 1911 auch eine abwertende Konnotation, und zwar „insbes. für einen bombastischen, langweiligen Leitartikel.“ Der aktuelle Duden kennzeichnet das Wort als veraltet.
Im Schweizer Hochdeutsch hat es hingegen die Bedeutung „harter Brocken, schwieriges Problem.“